# Matija Blejc
Mitija Blejc, s partizanskim imenom Matevž, slovenski partizanski komandant in narodni heroj, * 24. februar 1914, Mengeš, † 24. december 1942, Kostavška planina nad Tuhinjsko dolino.
Blejc se je kot krojški pomočnik že pred drugo svetovno vojno povezal z naprednim delavskim gibanjem. Po okupaciji je julija 1941 postal borec Mengeško-moravske čete v Kamniškem bataljonu, kasneje pa njen komandir. Istega leta je bil sprejet v KPS. Spomladi 1942 je postal komandant novoformiranega Kamniškega bataljona, ki je bil pod njegovim vodstvom ena najuspešnejših enot na Gorenjskem. Padel je kot komandant Kokrškega odreda pri preboju iz sovražnikove obkolitve na Kostavški (Kostanjski) planini. Za narodnega heroja je bil razglašen 21. julija 1953. Po njem se imenuje ulica v Kamniku, osnovno šolo, poimenovano po njem, pa so preimenovali.